# Катастрофа Ил-18 в Шереметьевском
Катастрофа Ил-18 в посёлке Шереметьевское близ аэропорта Шереметьево произошла с самолётом ВВС СССР при испытательном полёте в среду 7 мая 1958 года, в результате чего погибли 10 человек. Первое происшествие в истории Ил-18.

## Самолёт
Ил-18А с бортовым номером 002 (по другим данным — 001, заводской — 187000104, серийный — 001-04) был выпущен заводом ММЗ «Знамя Труда» в 1957 году и являлся четвёртым построенным Ил-18. К 1 февраля 1958 года он был передан Военно-воздушным силам СССР и направлен во 2-ю авиационную краснознаменную дивизию особого назначения (2 АКДОН, базировалось на Чкаловском аэродроме). Всего на момент катастрофы самолёт имел 67 часов налёта и 120 посадок.

## Катастрофа
Ил-18 (командир корабля, 1-й пилот полковник Владимир Лукич Доросев) выполнял испытательный полёт, когда произошёл отказ и пожар двигателя № 2 (левый внутренний). Проблема заключалась в том, что при пожаре отказала система флюгирования воздушного винта, а из-за авторотации тот создавал высокое аэродинамическое сопротивление. Возник момент, который экипаж не мог скомпенсировать. При попытке совершить вынужденную посадку в аэропорту Шереметьево самолёт потерял управление и упал на площадку на территории посёлка Шереметьевский между частными домами. В результате отказа двигателя произошла катастрофа самолета Ил-18, на борту которого находилась группа высокопоставленных военных. Все находящиеся в самолете (10 человек) погибли, среди жителей поселка жертв нет.
Экипаж похоронен на Ваганьковском кладбище, участок 42.2.